# رودولف دولاینگر
رودولف دولاینگر (انگلیسی: Rudolf Dollinger؛ زادهٔ ۴ آوریل ۱۹۴۴) ورزشکار ورزش تیراندازی اهل اتریش است.
وی در مسابقات کشوری و بین‌المللی در مجموع برندهٔ ۲ مدال برنز شده‌است.